# 梅尼亚伊洛沃农村居民点
梅尼亚伊洛沃农村居民点（俄语：Меняйловское сельское поселение）是俄罗斯联邦别尔哥罗德州阿列克谢耶夫卡区所属的一个农村居民点。其下辖有7个居民点，行政中心为梅尼亚伊洛沃。据2016年统计，该农村居民点的人口为677人。